# Kakariki antipodský
Kakariki antipodský, též kakariki jednobarevný (Cyanoramphus unicolor), je papoušek z čeledi alexandrovití (Psittaculidae) endemický Ostrovům Protinožců (neobydlené souostroví jihovýchodně od Nového Zélandu). Jedná se o jednoho ze dvou papoušků vyskytujících se na tomto souostroví (druhým je příbuzný Cyanoramphus hochstetteri) a jednoho z mála papoušků žijících převážně na zemi (kakariki antipodský nicméně je schopen dlouhého vytrvalého letu).
Délka těla kakarikiho se pohybuje mezi 27–35 cm, rozpětí křídel je 38–43 cm. Tyto rozměry z papouška činí největšího zástupce rodu kakariki. Barva opeření je převážně zelená, odtud i dostal své vědecké druhové jméno unicolor, čili „jednobarevný“. Živí se hlavně listy trav a ostřic, potravu doplňuje semeny a bobulemi. Aktivně loví jiné ptáky (buřníčky šedohřbeté (Garrodia nereis)), což je u papoušků dosti nezvyklé. Celková populace kakarikiů antipodských se odhaduje na 2000–3000.

## Systematika
První publikovaná ilustrace kakarikiho antipodského pochází od anglického ilustrátora Edwards Leara z roku 1831. Ilustrace vyšla v jeho knize Illustrations of the Family of Psittacidae, or Parrots (Ilustrace čeledi papouškovitých, čili papoušků), kterou publikoval již jako devatenáctiletý. Lear ilustrovaného papouška pojmenoval jako Uniform parakeet (uniformní kakariki), čímž dal tak vzniknout vědeckému jménu Platycercus unicolor. Lear druhovým jménem odkazoval k nezvykle jednobarevnému (uniformnímu) zelenému opeření papouška. Papouška tehdy namaloval podle exempláře drženého v Londýnské zoo, jehož původ však dlouho nebyl znám. Až v roce 1886 kapitán Fairchild novozélandského parníku Stella přišel na to, že exemplář představoval kakarikiho z Ostrovů Protinožců.
Druh byl později přeřazen do rodu kakariki (Cyanoramphus), který v roce 1854 vytvořil francouzský ornitolog Charles Lucien Bonaparte.

## Popis
Délka těla kakarikiho se pohybuje mezi 27–35 cm, rozpětí křídel je 38–43 cm. Tyto rozměry z papouška dělají největšího zástupce rodu kakariki. Samec váží kolem 170 g, samice 130 g.
Opeření samců a samic je stejné, avšak samci bývají větší, těžší a jejich zobák bývá delší. Celé tělo je zbarveno převážně zeleně. Cele zelená je i hlava, což je v rámci kakarikiů unikátní, jelikož ostatní zástupci kakarikiů mají čelo zbarvené pestrými barvami. Zelená bývá nejvýraznější na čele a na tvářích, naopak na spodních částech těla je méně výrazná. Podocasní krovky jsou tmavě šedé s jemnými přechody žluté. Svrchní strana letek je většinou zelená, avšak ke koncům načernalá. Letky křidélka (alula), velké ruční krovky a vnější okraje vnitřních ručních letek jsou sytě modré. Někteří jedinci mají na těle nepravidelné žluté skvrny, a to zvláště na hřbetu, kostřeci, křídlech a ocasu. Zobák je světle šedý, horní čelist na konci černá. Duhovky mohou hrát různými barvami, od žluté přes oranžovou až po oranžovočervenou a oranžovohnědou. Oční kroužek je tmavě šedý. Ozobí je šedočerné. Nohy a běháky jsou světle růžovošedé.
Juvenilní jedinci připomínají dospělce, avšak jejich ocas je kratší, kořen zobáku má narůžovělý odlesk a duhovky bývají hnědé až červenohnědé.

## Biologie

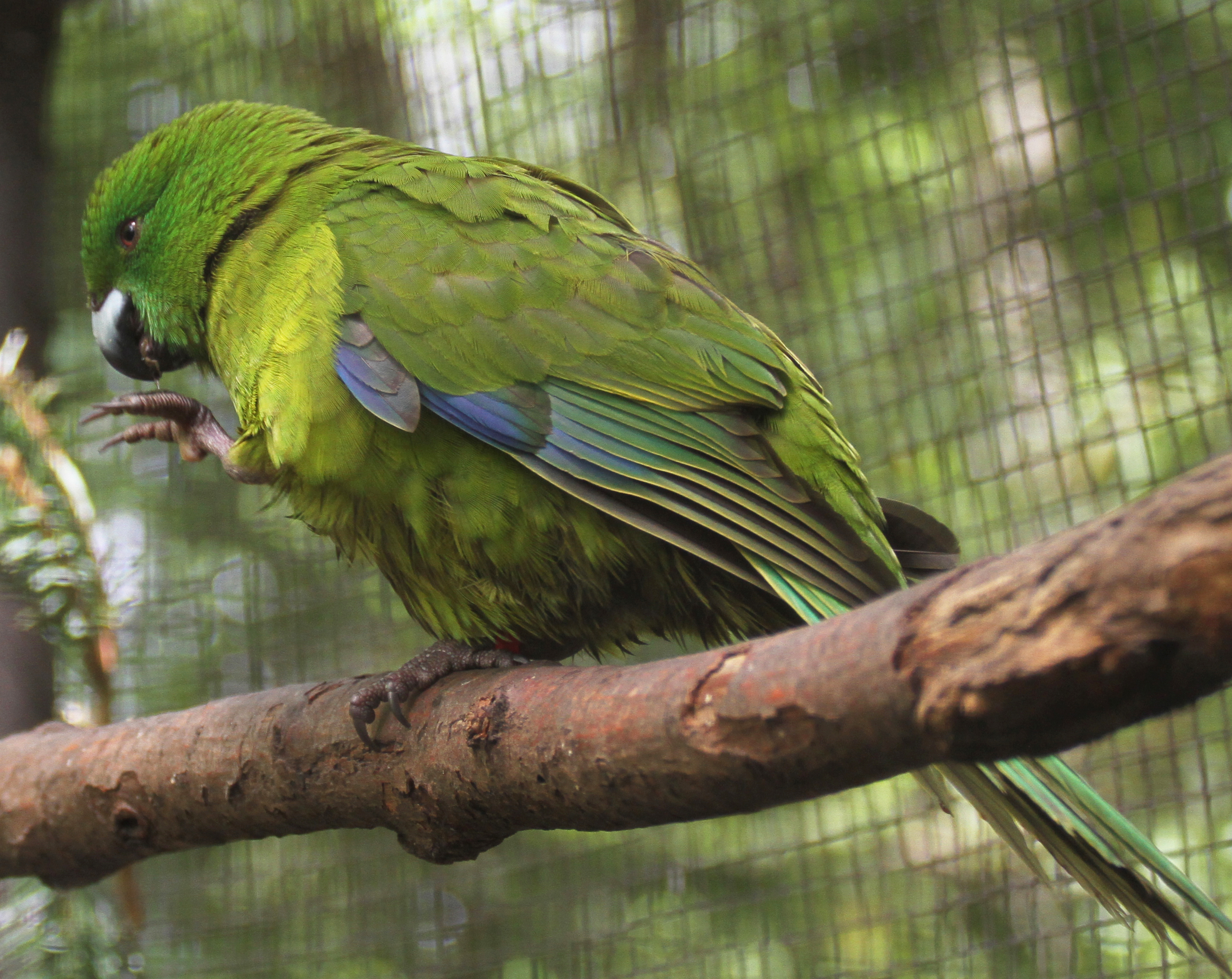
Kakariki antipodský v zajetí

### Chování
Kakariki antipodští žijí usedlým způsobem života. Přestože se jedná o poměrně zdatné letce, k letu dochází jen zřídka a papoušci se po souostroví Protinožců pohybují hlavně chozením. Žijí samotářsky, případně v páru nebo v malých rodinných skupinkách. Jsou velmi zvědaví a v přítomnosti lidí často přijdou zkoumat lidské předměty. Hřadují v noci norách a dírách v husté vegetaci.
Kakariki dovede být poměrně hlasitý, vedle klasického papouškovitého švitoření vydává hlasité kok-kok-kok-kok-kok.

### Rozmnožování
Doba hnízdění trvá od listopadu do ledna. K zahnízdění dochází v dobře odvodněných hlubokých norách v labyrintu nor a děr ostřic nebo ve spodní části trav a kapradin. Hnízdo z rostlinného materiálu bývá umístěno i přes 1 metr hluboko v noře. Velikost snůšky v zajetí bývá 5–6 bílých vajec (o velikosti 27×23 mm), ve volné přírodě se předpokládá menší snůška. Jako u ostatních kakarikiů, většinu práce na stavbě hnízda, inkubace a péče o mláďata obstarává samice. Inkubace trvá 28 dní. Samice i samec krmí mláďata do 10–14 dní od vylíhnutí regurgitací pozřené potravy. Rozmnožuje se patrně již v prvním roce života a dokáže se dožít vysokého věku.

### Potrava

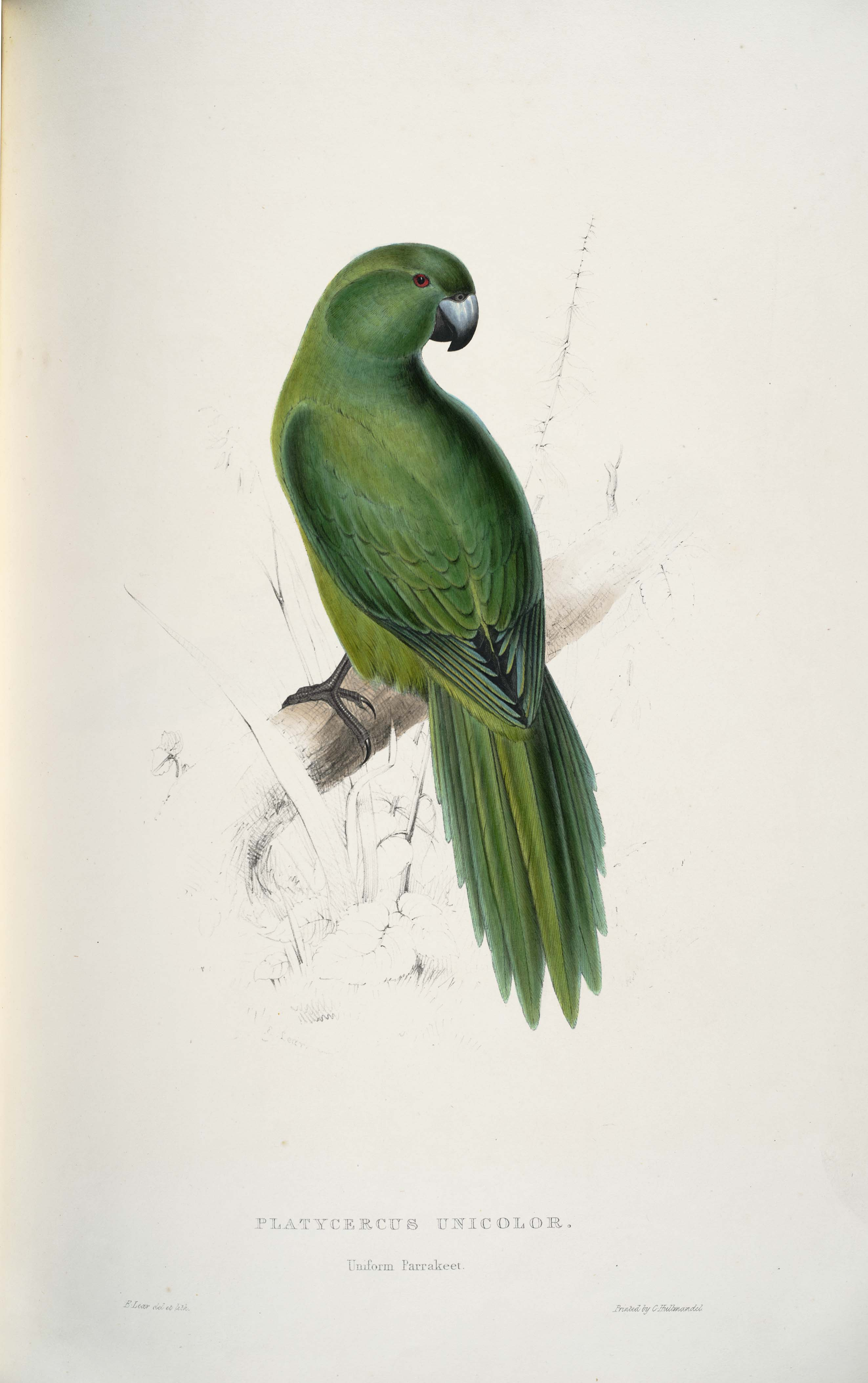
Ilustrace Edwarda Leara z roku 1831

Hlavní složku jídelníčku kakarikiů tvoří listy trav a ostřic, dále i jejich semena a bobule. Listy typicky nejdříve překoušou zobákem na délku kolem 20 cm, ukousnutý kus listu si přichytí nohou a pak jej postupně pojídají až ke konci. Kakariki může takto spořádat až 15 listů za minutu. Potravu sbírají hlavně zrána a před setměním.
Vedle rostlinné stravy si jídelníček doplňují i o živočišnou složku. Často prochází kolonie tučňáků, kde holdují na mršinách tučňáků, kteří byli zabiti chaluhami, nebo na zbytcích prasklých vajec. Kakarikiové antipodští občas dokonce zabíjí buřníčky šedohřbeté (Garrodia nereis), kteří na ostrovech hnízdí; takové chování je u papoušků nezvyklé. K lovu buřníčků dochází hlavně bezprostředně před zahnízděním, kdy mají papoušci vysoké nároky na přísun proteinu. Dalším novozélandským endemitním papouškem zabíjejícím živé ptáky je nestor kea.

## Rozšíření a stanoviště
Kakariki antipodský se nachází pouze na Ostrovech Protinožců. Na hlavním ostrově souostroví (ostrov Protinožců, cirka 20 km2) i Bollonsově ostrově (druhý největší ostrov souostroví o ploše 2 km2) jsou běžní, menší populace se nachází i na malých, zhruba stohektarových ostrůvcích Leeward, Inner Windward a Archway.
Kakarikiové se vyskytují napříč souostrovím, avšak nejčastěji je lze nalézt na strmých svazích ve vysoké trávě, nejčastěji v husté ostřicové vegetaci menších roklin a údolí poblíž oceánského pobřeží. Výskyt kakarikiů je spojován s kolonií tučňáků.

## Populace a ochrana
Hlavní ohrožení druhu až do konce 10. let 21. století představovaly introdukované myši domácí, které byly kdysi na souostroví zaneseny člověkem. Myši na ostrovech vyhladily nejméně dva druhy hmyzu a patrně způsobily i vymizení některých mořských ptáků. V roce 2016 však bylo všech cca 200 tisíc myší úspěšně vyhlazeno pomocí jedu shazovaného z helikoptér. V roce 2018 bylo potvrzeno, že všechny myši jsou pryč.
Celková populace kakarikiů antipodských se odhaduje na 2000–3000 papoušků a je považována za stabilní. Z důvodu neutuchající hrozby invaze savčích predátorů následkem lidských aktivit je druh hodnocen jako zranitelný.

## Chov v zajetí
Papoušek se v zajetí běžně nechová, pouze na Novém Zélandu se nachází velmi malá, ubývající populace v zajetí.